# Niculești (okręg Buzău)
Niculești – wieś w Rumunii, w okręgu Buzău, w gminie Vintilă Vodă. W 2011 roku liczyła 485 mieszkańców.